# مول کریک (نیومکزیکو)
مول کریک (به انگلیسی: Mule Creek) یک منطقهٔ مسکونی در ایالات متحده آمریکا است که در شهرستان گرنت، نیومکزیکو واقع شده‌است. مول کریک ۱٬۵۹۵٫۰۴ متر بالاتر از سطح دریا واقع شده‌است.